# Luis Amaya
Luis Fernando Amaya (1939-1968) fue un destacado guitarrista e intérprete de música folklórica de Argentina. A comienzos de la década de 1960 formó el trío Tres para el Folklore, junto con Lalo Homer y Chito Zeballos, quienes establecieron un nuevo estándar en la forma de interpretar la guitarra en la música folklórica que fue seguido desde entonces. Cuando tenía 29 años, falleció de un cáncer fulminante.
Entre sus interpretaciones más destacadas se encuentra la notable versión a tres guitarras de Pájaro campana con Tres para el Folklore, que resultó un éxito en el Festival de Cosquín de 1962. En 1964 participa en la Misa Criolla, de Ariel Ramírez, con Los Fronterizos y otros artistas, uno de los álbumes más importantes de la historia de la música folklórica de Argentina.
Como guitarrista acompañó a cantantes como Chito Zeballos, Horacio Guaraní, Marián Farías Gómez, Mercedes Sosa, etc.

## Discografía
- Guitarreando (1962), con Tres para el Folklore
- Misa Criolla (1964), de Ariel Ramírez, con Los Fronterizos y otros artistas
- La Rioja en la sangre (1965), con Chito Zeballos
- Soy de raíz, con Chito Zeballos
- Voz y sentir de La Rioja, con Chito Zeballos